# 4232-es mellékút (Magyarország)
A 4232-es számú mellékút egy 20,6 kilométer hosszú, négy számjegyű országos közút Békés vármegye északi részén. Körösladányt köti össze Gyomaendrőddel.

## Nyomvonala
Körösladány belterületének déli részén ágazik ki a 47-es főútból, annak a 91,500-as kilométerszelvényénél, nagyjából nyugati irányban, Dózsa György út néven. Bő 2 kilométer után lép ki a település házai közül, ezután kissé délebbi irányt vesz, de a hatodik kilométere táján visszatér a nyugati irányhoz. 6,8 kilométer után eléri Dévaványa déli határszélét, innen a határvonalat követi, 8,7 kilométer után pedig elhalad a két előbbi település és Gyomaendrőd hármashatára mellett.
A folytatásban Dévaványa és Gyomaendrőd határvonalát képezi, kevéssel a 13. kilométere előtt pedig teljesen gyomaendrődi területre ér. A 15,200-as kilométerszelvénye táján ágazik ki belőle a gyomai repülőtérre vezető bekötőút északnyugati irányban, a 18,250-es táján pedig beletorkollik a 4231-es út északkeletről, Dévaványa központja felől, majdnem 12 kilométer megtételét követően.
Innét délnyugatnak fordul, keresztezi a Hármas-Körös folyását, 19,1 kilométer után pedig beér Gyomaendrőd lakott területére. Itt a Fő út nevet viseli, 19,7 kilométer után átszeli a Hantoskerti-holtágat, majd végighúzódik Gyoma városrész történelmi központján. A 46-os főútba beletorkollva ér véget, annak 45,600-as kilométerszelvénye közelében.
Teljes hossza, az országos közutak térképes nyilvántartását szolgáló kira.gov.hu adatbázisa szerint 20,622 kilométer.

## Települések az út mentén
- Körösladány
- (Dévaványa)
- Gyomaendrőd

## Története
1934-ben a kereskedelem- és közlekedésügyi miniszter 70 846/1934. számú rendelete a teljes mai hosszában harmadrendű főúttá nyilvánította, a Szarvas-Körösladány közti 414-es főút részeként.